# Henryk Worcell

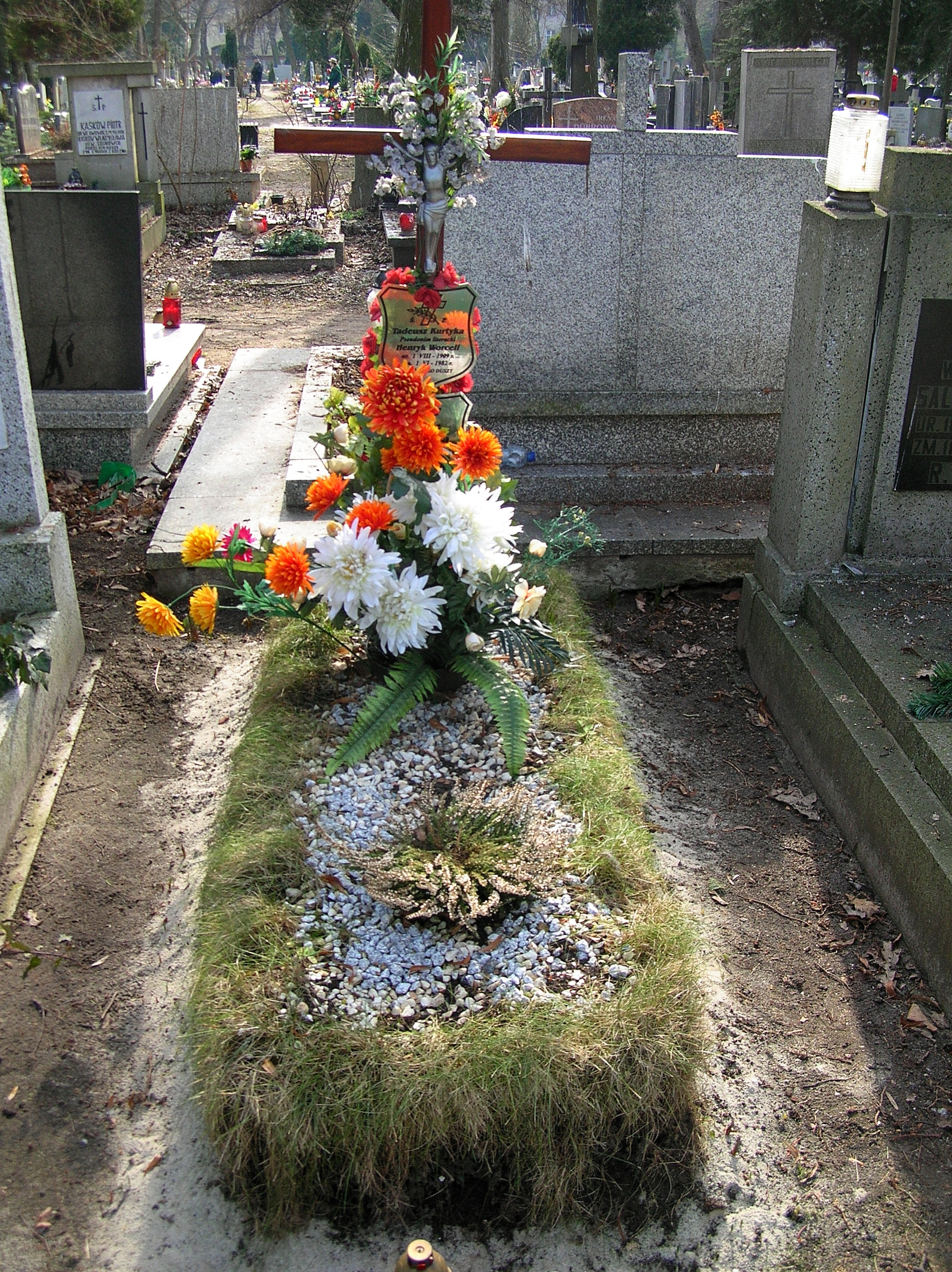
Grób Henryka Worcella na cmentarzu św. Wawrzyńca we Wrocławiu

Henryk Worcell, właśc. Tadeusz Kurtyka (ur. 1 sierpnia 1909 w Krzyżu, zm. 1 czerwca 1982 we Wrocławiu) – polski prozaik i publicysta, znany m.in. ze zekranizowanych dzieł pt. Zaklęte rewiry i Grzech Antoniego Grudy. W okresie powojennym utrwalał w licznych opowiadaniach i publikacjach prasowych życie polskich osadników w poniemieckich wsiach na ziemi kłodzkiej.
Synem Tadeusza Kurtyki jest polski alpinista Wojciech Kurtyka.

## Życiorys

### Lata przedwojenne
Urodził się 1909 r. w chłopskiej rodzinie we wsi Krzyż (obecnie północna dzielnica Tarnowa). W 1913 r. wraz z rodziną przeniósł się do Brzeźnicy – przysiółka Woli Radłowskiej, w której jego rodzina mogła gospodarzyć na dziesięciu morgach ziemi. Ukończył cztery klasy szkoły powszechnej, a następnie podjął naukę w I Państwowym Gimnazjum Matematyczno-Przyrodniczym w Tarnowie. O swojej edukacji napisał:
Nie miałem cierpliwości ślęczeć nad książką szkolną, natomiast z zapałem zabierałem się do rzeczy przekraczających możność zrozumienia ich w tym czasie.
Słabe wyniki w szkole oraz ostry konflikt z ojcem spowodowały, że pod koniec sierpnia 1925 r. uciekł z domu do Krakowa wspólnie z kolegą z tej samej miejscowości.
Nie mogłem znieść zależności od ojca, który mnie zmuszał do pracy w lesie i na roli, natomiast gdy uciekłem i zostałem „samodzielny”, wytrzymałem trzy lata praktyki w restauracji Niemca, gdzie co miesiąc praktykanci uciekali lub byli wydalani.
Mając 16 lat Kurtyka pracował w luksusowym Grand Hotelu przy ul. Sławkowskiej w Krakowie jako pomywacz, bufetowy, a później jako kelner. Za namową Michała Choromańskiego zaczął pisać. Choromański zwrócił na niego uwagę, będąc w restauracji hotelowej, gdy Kurtyka czytał w przerwach w pracy Sonatę Kreutzerowską Lwa Tołstoja. Nawiązał z nim kontakt, a dowiadując się, że pisze dziennik, zachęcił go do kształcenia się i pracy nad warsztatem pisarskim. To właśnie Choromański wymyślił Kurtyce pseudonim literacki. Worcell okazał się dobrym pisarzem. Wydana w 1936 r. debiutancka powieść o pracy kelnerów Zaklęte rewiry wzbudziła sensację i uznanie wśród krytyków.
Po sukcesie powieści Worcell przeniósł się do Zakopanego, gdzie poznał m.in. Kornela Makuszyńskiego, Zofię Nałkowską, Władysława Broniewskiego, Leona Kruczkowskiego, Karola Irzykowskiego oraz Witkacego.

### Wojna i praca na Ziemiach Odzyskanych
Podczas okupacji niemieckiej w latach 1943-1945 był przymusowym robotnikiem wywiezionym do pracy do Niemiec. Po wojnie od lipca 1945 r. osiadł na Ziemiach Odzyskanych w okolicy Lądka-Zdroju:
Zaraz po zakończeniu działań wojennych wróciłem do Zakopanego z moją obecną żoną i stanąłem przed problemem: co ze sobą począć. Do kelnerstwa nie chciałem wracać i wobec tego wziąłem skierowanie jako osadnik na ziemię kłodzką. Wyjechałem wraz z grupą górali i tak zaczęło się jedno z najdziwniejszych i chyba najciekawszych doświadczeń mojego życia.
Zamieszkał w miejscowości Heinzendorf (dzisiejsza Skrzynka) w lipcu 1945 r., rozpoczynając życie rolnika na 10-hektarowym gospodarstwie rolnym. Początkowo osadnicy mieszkali tu z Niemcami w ich domach, po pół roku, w lutym 1946 r. rozpoczęło się wysiedlanie ludności niemieckiej.
Podczas wojny Worcell nie pisał, ale zaraz po powrocie zabrał się za pisanie powieści opartej na swoich doświadczeniach podczas pracy przymusowej. Kompozycji tej jednak nigdy nie skończył. W październiku 1945 r. ukazał się jedynie jej fragment w „Tygodniku Powszechnym” zatytułowany Wojna się kończy o północy. W grudniu tego samego roku w 11. numerze katowickiej „Odry” wydrukowano jego pierwszy reportaż z Ziem Odzyskanych pt. Gorący dzień w Heinzendorfie. Pracował jednocześnie w gospodarstwie i brał udział w życiu budującej się społeczności.
(...) do samego karmienia trzy razy dziennie (...) 4 krowy, wół, koń, źrebię, 2 cielęta, 3 kozy, 2 owce, 20 kur, 5 gęsi, 16 królików, do tego przybędą prawdopodobnie 2 prosięta. (...) Wieczorami jesteśmy skonani, ledwo że nogami ruszamy, ale mimo to praca cieszy.
Wiosną 1947 r. w tym samym czasopiśmie pojawiły się pierwsze rozdziały powieści Odwet:
Cieszy mnie praca nad Odwetem, tymczasowy tytuł książki, a jednocześnie czuję lęk przed dalszym ciągiem i przed wiosennymi pracami w polu i domu. Temat powieści jeszcze zbyt świeży, nie zawsze umiem zdobyć się na należyty dystans.(...) bądź co bądź byłaby to pierwsza powieść z Życia na Ziemiach Odzyskanych.
Ostatni, piętnasty rozdział powieści został ukończony w marcu 1948 r. Kolejne rozdziały zostały opublikowane w „Odrze”, a także w innych periodykach, w tym samym roku. Po przesłaniu jej do wydawnictwa Czytelnik zaakceptowano ją do druku, jednak zasugerowano wprowadzenie zmian i uzupełnień. Książkowa wersja licząca 18 rozdziałów została ukończona jesienią 1948 r. i opublikowana pod zmienionym tytułem Wotan odjechał pociągiem.
W 1948 r. w prasie ukazały się jeszcze dwa opowiadania: Brzydula i Grzech Antoniego Grudy oraz dwa artykuły Koło Kłodzka kwitnie len i Ludzie ze Skrzynki. Po opublikowaniu tego ostatniego i fragmentów Odwetu, Worcell stał się obiektem ostrych ataków ze strony miejscowych. W kolejnym roku w „Odrze” ukazały się: Rezerwat dzikich (w którym opisywał sprawę miejscowego sołtysa) oraz powiastka U nas inaczej, powstała po podróży do rodziców. Wówczas to ostatecznie pogodził się z ojcem.

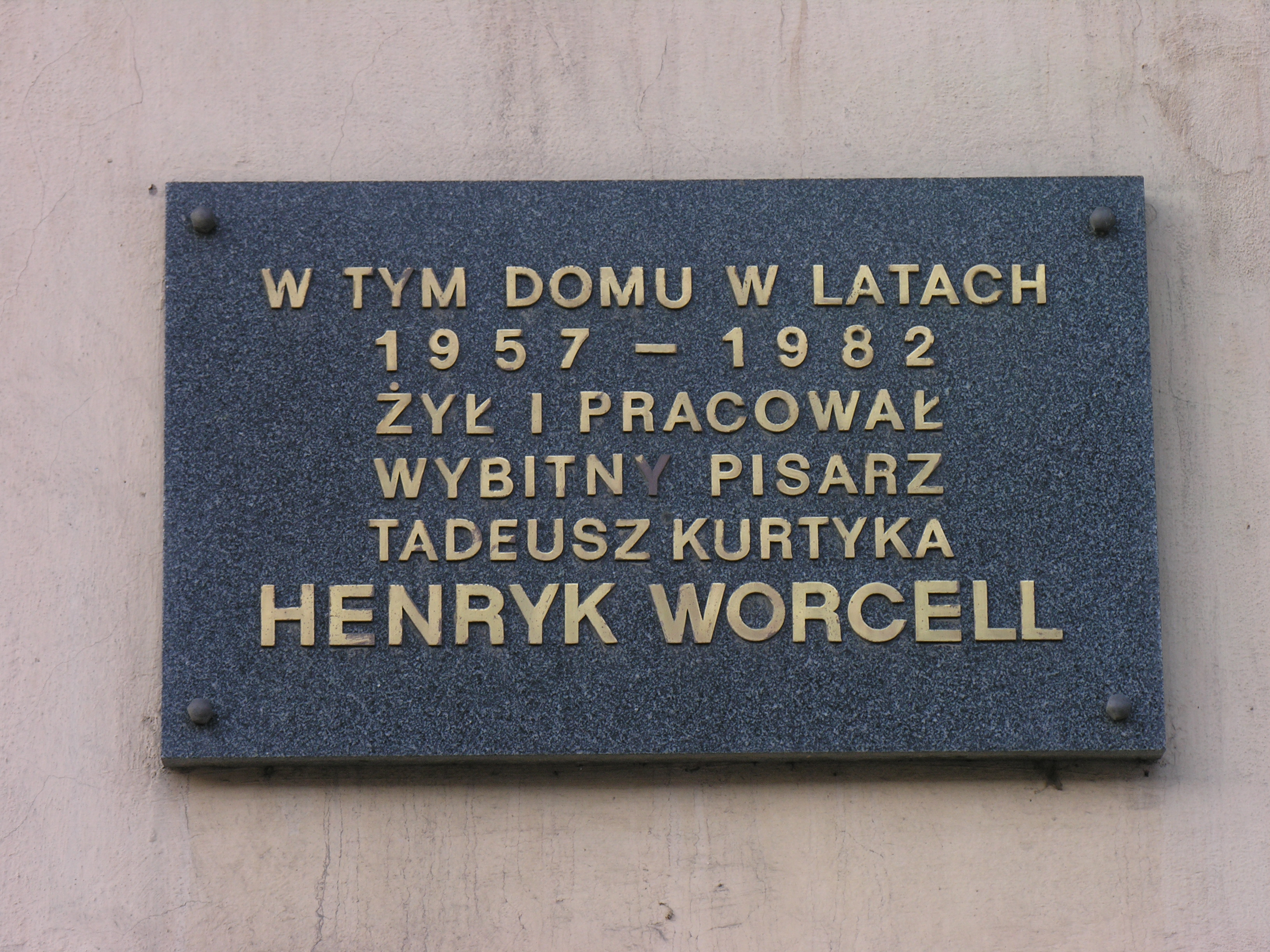
Tablica pamiątkowa na budynku przy ulicy M. Curie-Skłodowskiej 40 we Wrocławiu

Jesienią 1949 r. postanowił opuścić gospodarstwo w Skrzynce i całkowicie zająć się pracą literacką. Wyprowadzając się ze Skrzynki zmuszony był zapłacić ok. sto tysięcy złotych kary nałożonej przez powiatową komisję rolną. Zamieszkał w sąsiednich Trzebieszowicach, gdzie podjął pracę jako bibliotekarz. Po każdym reportażu i artykule Worcella, które opisywały miejscowe stosunki społeczne, do władz powiatowych lub nawet centralnych trafiało po kilka, kilkanaście donosów na pisarza, w których oskarżano go „o niemal wszystkie grzechy główne”. W kilka lat później podczas jednej z awantur z miejscowym Worcell stracił oko. Po tym wydarzeniu w 1957 r. wraz z rodziną przeniósł się na stałe do Wrocławia, gdzie mieszkał do końca życia.

### Życie i twórczość we Wrocławiu
W 1968 roku Worcell został prezesem wrocławskiego oddziału ZLP. Był nim przez trzy lata. SB informował o przyznawanych stypendiach, kto stara się o wyjazd zagraniczny, często też te starania negatywnie komentował, przekazał ręcznie spisaną listę z nazwiskami, adresami, telefonami, czasem też z krótką charakterystyką twórców skupionych wokół Koła Młodych przy ZLP. Z tej grupy szczególnie irytowali go Janusz Styczeń i Rafał Wojaczek. O tym drugim donosił: "Ten uzdolniony poeta zachowuje się zupełnie po chuligańsku, jest notorycznym pijakiem i po pijanemu kaleczy ludzi rzucając w nich szklankami lub popielniczkami (…)". Apelował, by władze wreszcie znalazły sposób "ukrócenia samowoli tego niebezpiecznego faceta". Dwa miesiące później Wojaczek popełnił samobójstwo.
Worcell zmarł 1 czerwca 1982 r. i pochowany został na cmentarzu św. Wawrzyńca we Wrocławiu przy ulicy Bujwida.

### Kontakty ze służbami PRL
Henryk Worcell współpracował z Urzędem Bezpieczeństwa w czasie swojego pobytu na wsi w latach 1949–1955, kiedy to został zwerbowany za pomocą szantażu. Współpraca miała dotyczyć środowiska wiejskiego (Worcell mieszkał wtedy na przygranicznych terenach "Ziem Odzyskanych"). W 1964 został zwerbowany ponownie pod pseudonimem „Konar” i informował SB o sytuacji we wrocławskim środowisku literackim. Współpracę zakończono w 1973 roku, z inicjatywy SB.

## Twórczość
- Zaklęte rewiry, powieść wydana po raz pierwszy w 1936 r.
- Zdarzenia w mroku, opowiadania, nakład Gebethnera i Wolffa, Warszawa 1939
- Wojna się kończy o północy, opowiadanie, „Tygodnik Powszechny”, 1945
- Gorący dzień w Heinzendorfie, reportaż, „Odra” nr 11/1945
- Odwet, powieść w odcinkach, „Odra”
- Brzydula, opowiadanie
- Grzech Antoniego Grudy, opowiadanie
- Koło Kłodzka kwitnie len, reportaż
- Ludzie ze Skrzynki, reportaż, „Nowiny Literackie”, nr 30/1948, s. 3
- Wotan odjechał pociągiem, Wydawnictwo Czytelnik
- Rezerwat dzikich, „Odra”, 1949
- U nas inaczej, opowiadanie, „Odra” 1949
- Parafianie, Zakład Narodowy im. Ossolińskich, Wrocław 1960
- Najtrudniejszy język świata, opowiadania z życia osadników na Dolnym Śląsku, 1965 –  za którą otrzymał Nagrodę Miesięcznika Odra
- Zimowy zasiew
- Widzę stąd Sudety
- Wieczory pod lipą, 1968
- Grzech Antoniego Grudy i inne opowiadania, Państwowy Instytut Wydawniczy, 1972
- Pan z prowincji, Państwowy Instytut Wydawniczy, Warszawa 1973
- Wpisani w Giewont, wspomnienia o przedwojennych pisarzach związanych z Zakopanem, 1974
- Nocą, kiedy przychodzi świnia, zbiór reportaży, Zakład Narodowy im. Ossolińskich, Wrocław 1976
- Pogranicza. Opowieści autobiograficzne, z listów do Marii Kasprowiczowej, reportaże, artykuły, felietony, z Dziennika (1964-1977), Zakład Narodowy im. Ossolińskich, Wrocław 1979
- Inne rewiry, szkice literackie, Wydawnictwo Literackie, Kraków 1979, ISBN 83-08-00181-5.
- Czyja jest moja żona, Zakład Narodowy im. Ossolińskich, Wrocław 1979, ISBN 83-04-00087-3.
- Dzieła wybrane, wybór i oprac. Jerzy Pluta, tom 1-3, Zakład Narodowy im. Ossolińskich, Wrocław 1979, ISBN 83-04-00051-2.

Wydane pośmiertne:
- O czym rzeka szepce z deszczem, Wydawnictwo Dolnośląskie, Wrocław 1989, ISBN 83-7023-028-8.